# Déols
Déols település Franciaországban, Indre megyében. Lakosainak száma 7618 fő (2022. január 1.). Déols Châteauroux, Coings, Diors, Étrechet, Montierchaume, Saint-Maur és Vineuil községekkel határos.

## Népesség
A település népességének változása:
| Lakosok száma | 4834 | 7639 | 7875 | 8736 | 7889 | 7598 | 7513 | 7609 | 7659 | 7618 |
|               | 1968 | 1982 | 1990 | 2006 | 2013 | 2015 | 2017 | 2019 | 2020 | 2022 |